# Tetere
Tetere (rusky Тэтэрэ) je řeka v Irkutské oblasti a v Krasnojarském kraji v Rusku. Je dlouhá 486 km. Plocha povodí měří 13 700 km².

## Průběh toku
Protéká přes Středotunguzskou planinu. Překonává četné peřeje. Ústí zprava do Podkamenné Tungusky (povodí Jeniseje).

### Přítoky
- zprava – Dželindukon

## Vodní režim
Zdrojem vody jsou převážně sněhové srážky. Zamrzá v říjnu a rozmrzá v květnu.